# جون فوكس (لاعب كرة سلة)
جون فوكس (بالإنجليزية: John Fox)‏ (و. 1965  م) هو لاعب كرة سلة أمريكي، ولد في فيلادلفيا، مركز لعبه هو لاعب هجوم صغير الجسم.

## روابط خارجية
- جون فوكس على موقع سبورتس رفرنس (الإنجليزية)
- جون فوكس على موقع ريلجم (الإنجليزية)
- جون فوكس على موقع بروبوليرز (الإنجليزية)